# Pseudocoremia prototoxa
Pseudocoremia prototoxa là một loài bướm đêm trong họ Geometridae.